# Sicherheitsüberprüfung
Die Sicherheitsüberprüfung in Deutschland ist ein abgestuftes Verfahren zur Überprüfung von Personen, die mit sicherheitsempfindlichen Tätigkeiten betraut werden sollen. Sie dient im vorbeugenden personellen Geheim- und Sabotageschutz dazu, Zweifel an der Zuverlässigkeit zu erkennen, um mögliche Sicherheitsrisiken auszuschließen. Zur Überprüfung gehört die Sicherheitserklärung, Behörden- sowie Registerabfragen und Befragungen. Reisen in Staaten mit besonderen Sicherheitsrisiken müssen angegeben und können untersagt werden. Für den Bund sind Voraussetzungen und Verfahren im Sicherheitsüberprüfungsgesetz geregelt. Daneben bestehen Sicherheitsüberprüfungsgesetze der Länder.

## Allgemeines
Eine sicherheitsempfindliche Tätigkeit übt beispielsweise aus, wer
- Zugang zu Verschlusssachen hat oder ihn sich verschaffen kann, die in die Geheimhaltungsgrade STRENG GEHEIM, GEHEIM oder VS-VERTRAULICH eingestuft sind oder
- an einer sicherheitsempfindlichen Stelle innerhalb einer lebens- oder verteidigungswichtigen Einrichtung beschäftigt ist (§ 1 Abs. 2 SÜG)

Zusätzlich kann sich die Pflicht zur Sicherheitsüberprüfung aus anderen Gesetzen ergeben. Beispielsweise sieht § 37 Abs. 3 SG für alle Personen eine einfache Sicherheitsüberprüfung nach dem Sicherheitsüberprüfungsgesetz vor, deren erstmalige Berufung in ein Dienstverhältnis als Berufssoldat oder Soldat auf Zeit beabsichtigt ist. Entsprechendes gilt für Personen, die für das Bundeskriminalamt tätig werden sollen (§ 68 BKAG).
Bei deren Sicherheitsüberprüfung kann die Angabe der erhebenden Stelle (Nachrichtendienste des Bundes) gegenüber den sonstigen zu befragenden Personen oder öffentlichen und nichtöffentlichen Stellen unterbleiben, wenn dies zum Schutz der betroffenen Person oder des Nachrichtendienstes erforderlich ist (§ 11 Abs. 1 S. 2 SÜG). Die Unterrichtung über das Ergebnis der Sicherheitsüberprüfung unterbleibt bei Bewerbern bei den Nachrichtendiensten des Bundes sowie für andere Personen, die mit einer sicherheitsempfindlichen Tätigkeit bei diesen betraut werden sollen (§ 14 Abs. 4 S. 2 SÜG).
Die Sicherheitserklärung ist nach fünf Jahren zu aktualisieren. Im Abstand von in der Regel zehn Jahren ist eine Wiederholungsüberprüfung einzuleiten (§ 17, § 28 SÜG).
Die Sicherheitsüberprüfung kann ohne Einschränkungen, mit Einschränkungen/Auflagen oder mit der Feststellung eines Sicherheitsrisikos abgeschlossen werden (§ 14 SÜG).
Im Sinne des Sicherheitsüberprüfungsgesetzes liegt ein Sicherheitsrisiko vor, wenn tatsächliche Anhaltspunkte
1. Zweifel an der Zuverlässigkeit des Betroffenen bei der Wahrnehmung einer sicherheitsempfindlichen Tätigkeit begründen oder
2. eine besondere Gefährdung durch Anbahnungs- und Werbungsversuche fremder Nachrichtendienste, insbesondere die Besorgnis der Erpressbarkeit, begründen oder
3. Zweifel am Bekenntnis des Betroffenen zur freiheitlichen demokratischen Grundordnung im Sinne des Grundgesetzes oder am jederzeitigen Eintreten für deren Erhaltung begründen (§ 5 Abs. 1 SÜG).

Bei Feststellung eines Sicherheitsrisikos darf die betroffene Person nicht mit einer sicherheitsempfindlichen Tätigkeit betraut werden.
Die sicherheitserheblichen Erkenntnisse können sich sowohl über die zu überprüfende Person als auch den einzubeziehenden Partner (Ehe- oder Lebenspartner) ergeben (§ 5 Abs. 1 Satz 2 SÜG).
Nach Feststellung eines Sicherheitsrisikos kann eine erneute Sicherheitsüberprüfung in der Regel nach dem Ablauf von fünf Jahren erneut eingeleitet werden. Ein wichtiger Grundsatz des Sicherheitsüberprüfungsgesetzes ist: Im Zweifel für die Sicherheit (§ 14 Abs. 3 SÜG). Dieser Grundsatz bedeutet, dass wenn Anzeichen für ein Sicherheitsrisiko bestehen, die Überprüfung mit der Feststellung eines Sicherheitsrisikos abgeschlossen wird.
Bei Personen, die vor dem  1. Januar 1970 geboren und in der DDR wohnhaft waren, wird grundsätzlich eine hauptamtliche oder inoffizielle Mitarbeit beim Ministerium für Staatssicherheit der DDR durch eine Anfrage beim Stasi-Unterlagen-Archiv geprüft (§ 12 Abs. 4 SÜG).
Das Ergebnis der Sicherheitsüberprüfung ist kein Verwaltungsakt, weil sie nicht auf unmittelbare Rechtswirkung nach außen gerichtet ist, sondern ausschließlich den Schutz geheimhaltungsbedürftiger Umstände gewährleisten soll.

## Arten
Das SÜG kennt drei Arten von Sicherheitsüberprüfungen:
- Die einfache Sicherheitsüberprüfung („Ü1“) nach § 8 SÜG ist u. a. für Personen durchzuführen, die Zugang zu als VS-VERTRAULICH eingestuften Verschlusssachen erhalten sollen oder ihn sich verschaffen können, sowie für Personen, die in einer Stelle beschäftigt werden sollen, die von der Nationalen Sicherheitsbehörde zum Sicherheitsbereich erklärt worden ist (§ 1 Abs. 2 Nr. 3 SÜG).
- Die erweiterte Sicherheitsüberprüfung („Ü2“) nach § 9 SÜG ist für Personen durchzuführen, die Zugang zu als GEHEIM eingestuften Verschlusssachen oder einer hohen Anzahl als VS-VERTRAULICH eingestuften Verschlusssachen erhalten sollen oder ihn sich verschaffen können, sowie für Personen, die an einer Stelle beschäftigt werden sollen, die dem vorbeugenden personellen Sabotageschutz (§ 1 Abs. 4 SÜG) unterliegen.
- Die erweiterte Sicherheitsüberprüfung mit Sicherheitsermittlungen („Ü3“) nach § 10 SÜG ist für Personen durchzuführen, die Zugang zu als STRENG GEHEIM eingestuften Verschlusssachen oder einer hohen Anzahl als GEHEIM eingestuften Verschlusssachen erhalten sollen oder ihn sich verschaffen können, sowie bei Personen, die bei einem der Nachrichtendienste des Bundes oder einer Behörde Tätigkeiten mit vergleichbarer Sicherheitsempfindlichkeit wahrnehmen sollen. Diese Behörden legt die Sicherheitsüberprüfungsfeststellungsverordnung fest.

Für Bewerber und Mitarbeiter der Nachrichtendienste des Bundes sowie für andere Personen, die mit einer sicherheitsempfindlichen Tätigkeit bei diesen betraut werden sollen (§ 9 Abs. 3 SÜG), ist grundsätzlich eine erweiterte Sicherheitsüberprüfung mit Sicherheitsermittlungen durchzuführen (§ 10 Nr. 3 SÜG), die nochmals umfangreicher ist. So hat dieser Personenkreis bei der Sicherheitserklärung zusätzliche Angaben zu machen (§ 13 Abs. 4 SÜG) und die Überprüfung erstreckt nicht auf den Zeitraum der letzten fünf, sondern der letzten zehn Jahre (§ 12 Abs. 6 S. 1 SÜG). 

### Maßnahmen
Die Maßnahmen bei den einzelnen Überprüfungsarten sind in § 12 SÜG festgelegt. Die drei Überprüfungsarten bauen aufeinander auf, d. h. die erweiterte Sicherheitsüberprüfung (Ü2) beinhaltet die Maßnahmen der einfachen Sicherheitsüberprüfung (Ü1).
Bei der einfachen Sicherheitsüberprüfung (Ü1) werden zunächst die Angaben der Sicherheitserklärung (s. u.) der zu überprüfenden Person unter Berücksichtigung der Erkenntnisse der Verfassungsschutzbehörden des Bundes und der Länder bewertet. Bei Angehörigen der Bundeswehr (Soldaten wie auch Zivilpersonal) führt die Überprüfung der Militärische Abschirmdienst durch. Es wird eine unbeschränkte Auskunft aus dem Bundeszentralregister (BZR) und dem Gewerbezentralregister eingeholt, eine Datenübermittlung aus dem Zentralen Staatsanwaltschaftlichen Verfahrensregister ersucht sowie Anfragen an das Bundeskriminalamt (BKA), die Bundespolizei und die Nachrichtendienste des Bundes gestellt.
Bei der erweiterten Sicherheitsüberprüfung (Ü2) gehen zusätzlich Anfragen an die Polizeidienststellen der innegehabten Wohnsitze des Betroffenen (in der Regel beschränkt auf die letzten fünf Jahre), und auch die Identität wird überprüft. Sofern es sich um keine Stelle/Beschäftigung handelt, die dem vorbeugenden personellen Sabotageschutz (§ 1 Abs. 4 SÜG) unterliegt, wird zusätzlich auch der Ehegatte oder Lebenspartner des Betroffenen in die Sicherheitsüberprüfung miteinbezogen und soll dieser Einbeziehung zustimmen. Die im Gesetz verwendete Formulierung „soll“ bedeutet praktisch jedoch ein „muss“, denn ohne die Zustimmung der einzubeziehenden Person kann die Sicherheitsüberprüfung der betroffenen Person nicht durchgeführt werden. Die nicht erteilte Zustimmung hemmt den Beginn oder – wird sie später zurückgezogen – den Fortgang der Überprüfung. In begründeten Ausnahmefällen kann jedoch beantragt werden, auf die Einbeziehung der einzubeziehenden Person zu verzichten.
Bei der erweiterten Sicherheitsüberprüfung mit Sicherheitsermittlungen (Ü3) werden zusätzlich geeignete Personen befragt. Ziel der Sicherheitsermittlungen ist zu prüfen, ob die Angaben des Betroffenen zutreffen und ob tatsächliche Anhaltspunkte vorliegen, die auf ein Sicherheitsrisiko schließen lassen. Es werden nicht nur die von dem Betroffenen in seiner Sicherheitserklärung angegebenen Referenzpersonen, sondern auch weitere geeignete Auskunftspersonen befragt. Referenzpersonen sollen die zu überprüfende Person persönlich näher kennen, in der Regel über mehrere Jahre. Sie müssen in der Lage und bereit sein, über die privaten und beruflichen Verhältnisse der Person Auskunft zu geben. Zudem sollen sie keine Familienangehörigen, Lebensgefährten, unterstellte Mitarbeiter und reine Internetbekanntschaften sein. Die Befragungen weiterer Auskunftspersonen ist erforderlich, weil die Referenzpersonen möglicherweise nicht objektiv aussagen.
Soweit es eine sicherheitserhebliche Erkenntnis erfordert, kann die mitwirkende Behörde weitere geeignete Auskunftspersonen oder andere geeignete Stellen, insbesondere Staatsanwaltschaften oder Gerichte, befragen oder Einzelmaßnahmen der nächsthöheren Art der Sicherheitsüberprüfung durchführen (§ 12 Abs. 5 SÜG).

## Sicherheitserklärung
Die zu überprüfende Person hat eine Sicherheitserklärung abzugeben. In ihr sind (je nach Überprüfungsart können einige Punkte wegfallen oder auf mit der Person in Beziehung stehende Personen ausgeweitet werden) anzugeben:
1. Namen, auch frühere, Vornamen
2. Geburtsdatum, -ort,
2a. Geschlecht
3. Staatsangehörigkeit, auch frühere und weitere Staatsangehörigkeiten,
4. Familienstand und das Bestehen einer auf Dauer angelegten Gemeinschaft,
5. Wohnsitze und Aufenthalte von längerer Dauer als zwei Monate, und zwar im Inland in den vergangenen fünf Jahren, im Ausland ab dem 18. Lebensjahr, in jedem Fall aber in den vergangenen fünf Jahren,
6. ausgeübter Beruf,
7. Arbeitgeber und dessen Anschrift,
8. private und berufliche telefonische oder elektronische Erreichbarkeit,
9. im Haushalt lebende Personen über 18 Jahre (Namen, auch frühere, Vornamen, Geburtsdatum, Geburtsort, Staatsangehörigkeit, Geschlecht und Verhältnis zu dieser Person),
10. Eltern, Stief- oder Pflegeeltern (Namen, auch frühere, Vornamen, Geburtsdatum, Geburtsort, Staatsangehörigkeit und Wohnsitz),
11. Ausbildungs- und Beschäftigungszeiten, Wehr- oder Zivildienstzeiten mit Angabe der Ausbildungsstätten, Beschäftigungsstellen sowie deren Anschriften, für Zeiten der Nichtbeschäftigung den Aufenthaltsort, sofern der jeweilige Zeitraum ununterbrochen mehr als drei Monate umfasst,
12. Nummer des Personalausweises oder Reisepasses sowie die ausstellende Behörde und das Ausstellungsdatum,
13. laufende oder in den vergangenen fünf Jahren abgeschlossene Insolvenzverfahren, in den vergangenen fünf Jahren gegen sie durchgeführte Zwangsvollstreckungsmaßnahmen und ob zurzeit die finanziellen Verpflichtungen erfüllt werden können,
14. Kontakte zu ausländischen Nachrichtendiensten oder zu Nachrichtendiensten der Deutschen Demokratischen Republik, die auf einen Anbahnungs- und Werbungsversuch hindeuten können,
15. Beziehungen zu verfassungsfeindlichen Organisationen,
16. anhängige Strafverfahren einschließlich Ermittlungsverfahren und Disziplinarverfahren,
16a. strafrechtliche Verurteilungen im Ausland,
17. Wohnsitze, Aufenthalte, Reisen, nahe Angehörige und sonstige Beziehungen in und zu Staaten, in denen nach Feststellung des Bundesministeriums des Innern und für Heimat besondere Sicherheitsrisiken für die mit sicherheitsempfindlicher Tätigkeit befassten Personen zu besorgen sind,
18. drei Referenzpersonen (Namen, Vornamen, Geburtsdatum, Geburtsort, Geschlecht, Beruf, berufliche und private Anschrift und telefonische oder elektronische Erreichbarkeit sowie zeitlicher Beginn der Bekanntschaft) nur bei einer Sicherheitsüberprüfung nach § 10,
19. frühere Sicherheitsüberprüfungen und Zuverlässigkeitsüberprüfungen,
20. die Adressen eigener Internetseiten und die Mitgliedschaften in sozialen Netzwerken im Internet nur bei einer Sicherheitsüberprüfung nach den §§ 9, 10 und bei einer Sicherheitsüberprüfung nach § 8 für Angehörige des Geschäftsbereichs des Bundesministeriums der Verteidigung.
Bei Sicherheitsüberprüfungen der Bewerber sowie Mitarbeiter der Nachrichtendienste des Bundes sind zusätzlich anzugeben:
1. die Wohnsitze seit der Geburt,
2. die Kinder,
3. die Geschwister,
4. abgeschlossene Strafverfahren einschließlich Ermittlungsverfahren und Disziplinarverfahren,
5. alle Kontakte zu ausländischen Nachrichtendiensten oder zu Nachrichtendiensten der Deutschen Demokratischen Republik,
6. zwei Auskunftspersonen (Namen, Vornamen, Geburtsdatum, Geburtsort, Anschrift, telefonische oder elektronische Erreichbarkeit und Verhältnis zur Person) zur Identitätsprüfung der betroffenen Person,
7. im Falle des Vorhandenseins einer mitbetroffenen Person zwei Auskunftspersonen (Namen, Vornamen, Geburtsdatum, Geburtsort, Anschrift, telefonische oder elektronische Erreichbarkeit und Verhältnis zur Person) zu deren Identitätsprüfung.

## Staaten mit besonderen Sicherheitsrisiken
Gemäß § 13 Abs. 1 Nr. 17 SÜG legt das Bundesministerium des Innern und für Heimat (BMI) fest, bei welchen Staaten besondere Sicherheitsrisiken für die mit sicherheitsempfindlichen Tätigkeiten befassten Personen bestehen. Reisen in diese Staaten müssen bei der Sicherheitserklärung angegeben werden.
Die heutige Staatenliste wurde am 29. April 1994 veröffentlicht und regelmäßig aktualisiert. Vorgänger war die „Anordnung der Bundesregierung über Reisen von Bundesbediensteten in und durch den kommunistischen Machtbereich (Reiseanordnung)“ vom 6. Juni 1973 bzw. der Staatenliste der neugefassten Reiseanordnung vom 20. Dezember 1989 in der jeweils geltenden Fassung. Grundlage der Festlegung der Staaten sind Erkenntnisse des Auswärtigen Amtes (AA) über die politischen Verhältnisse und die Rechtsordnung in den Staaten sowie insbesondere Erkenntnisse und Beurteilungen der Nachrichtendienste des Bundes (Bundesnachrichtendienst (BND), Bundesamt für Verfassungsschutz (BfV), Militärischer Abschirmdienst (MAD)) z. B. über nachrichtendienstliche Gefährdung der Mitarbeiter an deutschen Auslandsvertretungen, die Arbeitsweisen der Nachrichtendienste dieser Staaten und die nachrichtendienstlichen Aktivitäten gegen Deutschland sowie über Aktivitäten terroristischer und krimineller Vereinigungen in diesen Staaten.
Das BMI prüft unter Beteiligung des Bundeskanzleramtes (BKAmt), des AA, des Bundesministeriums der Verteidigung (BMVg) sowie des BfV regelmäßig, ggf. anlassbezogen oder auf Antrag eines der vorgenannten Beteiligten, ob ein Staat aus der Staatenliste herausgenommen werden kann oder in die Staatenliste neu aufgenommen werden muss. Das BKAmt und das BMVg beteiligen hierbei auch den BND und den MAD.
Die Staatenliste enthält aktuell folgende Länder (sofern nicht anders angegeben, seit dem 29. April 1994):
1. Afghanistan
2. Algerien (seit 6. Juni 1997)
3. Armenien
4. Aserbaidschan
5. Belarus

Karte „Staaten mit besonderen Sicherheitsrisiken“ (SmbS)
Stand: Juni 2022
SmbS-Land
kein SmbS-Land

Entwicklung der Staaten auf der Staatenliste

6. China (einschließlich Hongkong seit 1. Juli 1997 und Macau seit 20. Dezember 1999)
7. Georgien
8. Irak
9. Iran
10. Kasachstan
11. Kirgisistan
12. Korea, Demokratische Volksrepublik
13. Kuba
14. Laos
15. Libanon (seit 6. Juni 1997)
16. Libyen
17. Moldau
18. Pakistan (seit 15. Juli 2014)
19. Russland
20. Sudan (seit 6. Juni 1997)
21. Syrien
22. Tadschikistan
23. Turkmenistan
24. Ukraine
25. Usbekistan
26. Vietnam

| Staat                   | seit            | bis             |
| ----------------------- | --------------- | --------------- |
| Albanien                | 29. Apr. 1994   | 1. Apr. 2009    |
| Bosnien und Herzegowina | 6. Juni 1997    | 24. Jan. 2020   |
| Bulgarien               | 29. Apr. 1994   | 20. Dez. 2000   |
| Jugoslawien             | 6. Juni 1997    | 15. Juni 2004 1 |
| Kambodscha              | 29. Apr. 1994   | 15. Okt. 2010   |
| Kosovo                  | 10. Apr. 2008 2 | 24. Jan. 2020   |
| Mongolei                | 29. Apr. 1994   | 15. Juni 2004   |
| Montenegro              | 15. Juni 2004 3 | 15. Okt. 2010   |
| Rumänien                | 29. Apr. 1994   | 1. März 2000    |
| Serbien                 | 15. Juni 2004 3 | 8. Jan. 2019    |

Eine Person, die eine sicherheitsempfindliche Tätigkeit ausübt, für die eine Ü2 (Geheimschutz) oder Ü3 benötigt wird, muss seit Juni 2022 nur Reisen in die Staaten Armenien, Belarus, Kasachstan, Kirgisistan, Russische Föderation, Syrien, Tadschikistan, Turkmenistan und Usbekistan vorher anzeigen (§ 32 Abs. 1 SÜG). Im November 2024 wurden sechs weitere Staaten (Afghanistan, China, Iran, Nordkorea, Kuba und Vietnam) in diesen „Teil I“ der Staatenliste im Sinne von §32 SÜG verschoben. Die Reise kann aus Sicherheitsgründen untersagt werden (§ 32 Abs. 2 SÜG). Insbesondere frühere Wohnsitze, Aufenthalte und nahe Angehörige in diesen Staaten aber auch Reisen dorthin können eine Gefährdung für Anbahnungs- und Werbungsversuche auch im Wege der Erpressung hervorrufen. Bis Juni 2022 galt, wie noch immer für Beschäftigte von Nachrichtendiensten des Bundes und von Behörden oder Stellen des Bundes mit Aufgaben von vergleichbarer Sicherheitsempfindlichkeit gültig, die Anzeigepflicht auch für die übrigen Staaten mit besonderen Sicherheitsrisiken.